# Distretto di Si Mahdjoub
Il distretto di Si Mahdjoub è un distretto della Provincia di Médéa, in Algeria.

## Comuni
Il distretto di Si Mahdjoub comprende 3 comuni:
- Si Mahdjoub
- Ouled Bouachra
- Bouaichoune